# Верх-Гоньба
Верх-Гоньба — деревня в Малмыжском районе Кировской области. Входит в состав Тат-Верх-Гоньбинского сельского поселения. 

## География
Находится на правобережной части района на расстоянии примерно 21 километр по прямой на запад-северо-запад от районного центра города Малмыж.

## История
Известна с 1802 года, когда она была отмечена как поселение крещеных татар. В 1873 году учтено было дворов 51 и жителей 360, в 1905 37 и 237, в 1926 43 и 256, в 1950 29 и 104 соответственно. В 1989 году учтено 68 жителей.

## Население
Постоянное население  составляло 82 человек (русские 34%, татары 49%) в 2002 году, 72 в 2010.